# Danny Granger
Danny Granger Jr (ur. 20 kwietnia 1983 w Nowym Orleanie) – amerykański koszykarz, grający  na pozycji niskiego skrzydłowego lub silnego skrzydłowego, mistrz świata z 2010.

## College
Granger zaczął swoją karierę w college'u w 2001 występując w barwach Bradley University, gdzie grał przez dwa sezony. Po sezonie 2002/03, kiedy jego drużyna osiągnęła wynik 12-18, Granger przeniósł się do University of New Mexico i grał tam w kolejnych dwóch sezonach. W sezonie 2004/05 został pierwszym zawodnikiem w historii szkoły, który w ciągu jednego sezonu zdobył co najmniej 60 asyst, 60 bloków i 60 przechwytów.

## NBA
Granger został wybrany z 17 numerem w drafcie NBA w 2005 przez Indiana Pacers. W swoim pierwszym sezonie zagrał w 18 meczach, zdobywając średnio 7,5 punktów i 4,9 zbiórek na mecz i został wybrany do drugiej piątki pierwszoroczniaków.
Po odejściu z Indiany Pei Stojakovicia i przyjściu Ala Harringtona, w sezonie 2006/07, Granger często wychodził w podstawowej piątce swojego zespołu, grając na pozycji niskiego skrzydłowego. W sezonie 2007/08 wystąpił w 80 meczach (wszystkie w pierwszej piątce) zdobywając średnio 19,6 punktów na mecz i przewodząc wśród Pacers pod tym względem.
31 października 2008 przedłużył swój kontrakt z Pacers na kolejne pięć lat. Podczas sezonu uczestniczył w Meczu Gwiazd NBA, podczas którego w ciągu niecałych 11 minut gry zdobył 2 punkty. Po sezonie, 12 maja 2009 dostał nagrodę dla zawodnika, który poczynił największe postępy w ciągu sezonu.
26 marca 2010 poprawił swój nowy rekord kariery w punktach, zdobywając ich 44 w spotkaniu przeciwko Utah Jazz.
20 lutego 2014 Granger wraz z wyborem w drugiej rundzie draftu został oddany w wymianie do Philadelphii 76ers w zamian za Evana Turnera i Lavoy Allena. 26 lutego jego kontrakt został wykupiony przez 76ers.
28 lutego 2014, jako wolny agent, podpisał kontrakt do końca sezonu z Los Angeles Clippers. 14 lipca 2014 podpisał kontrakt z Miami Heat.
W lipcu 2015 w ramach wymiany trafił do Detroit Pistons. 26 października 2015, przed rozpoczęciem sezonu regularnego, został zwolniony przez Pistons.

## Osiągnięcia

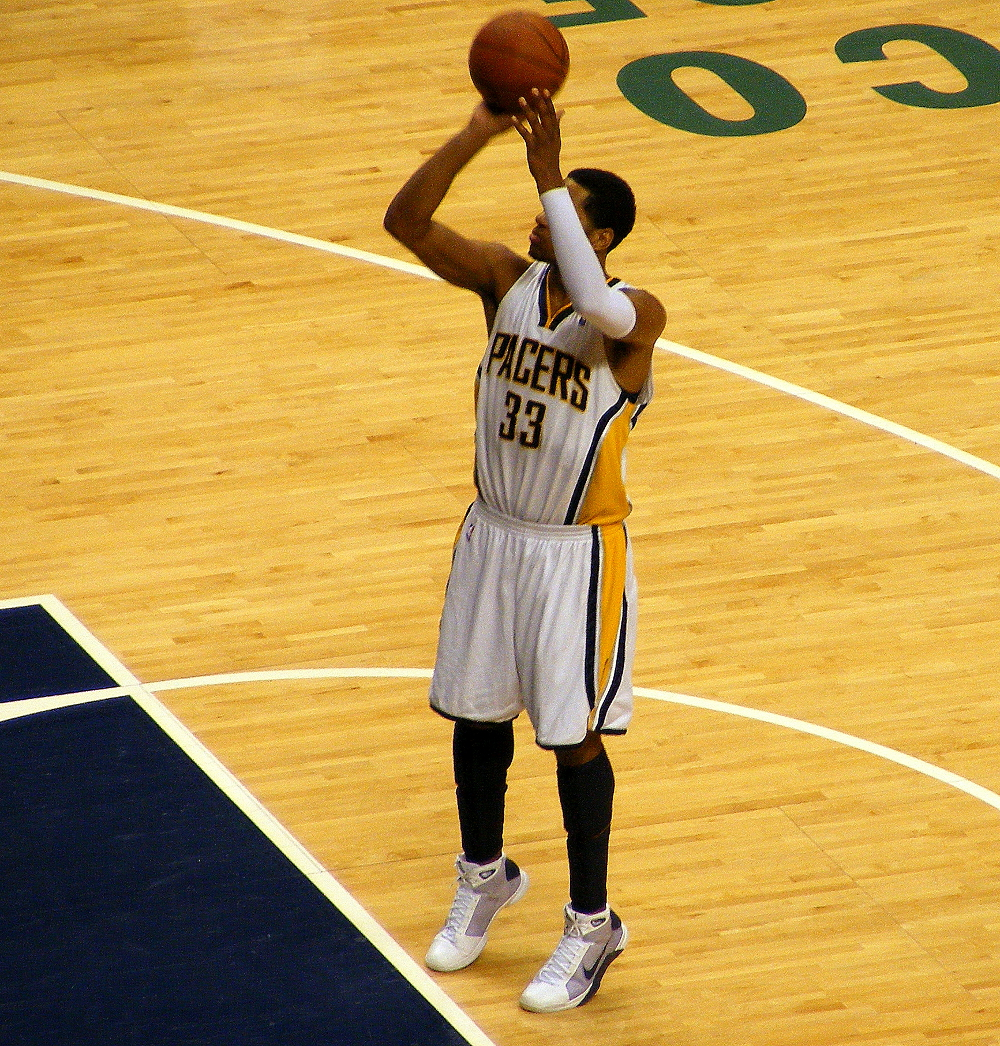
Granger oddający rzut wolny, jako zawodnik Indiany Pacers, podczas rozgrywek 2008/2009.

Na podstawie, o ile nie zaznaczono inaczej.
NCAA
- Uczestnik turnieju NCAA (2005)
- Mistrz turnieju konferencji Mountain West (MWC – 2005)
- MVP turnieju MWC (2005)
- Zaliczony do:
  - I składu:
    - MWC (2004, 2005)
    - najlepszych pierwszorocznych zawodników konferencji MWC (2002)
    - turnieju MWC (2005)

NBA
- Zawodnik, który poczynił największy postęp (2009)[19]
- Uczestnik:
  - meczu gwiazd NBA (2009)
  - Rising Stars Challenge (2006, 2007)
  - konkursu rzutów za 3 punkty (2009)
- Zaliczony do II składu debiutantów NBA (2006)[20]
- Zawodnik tygodnia konferencji wschodniej (4.11.2007)

Reprezentacja
- Mistrz świata (2010)[21]

## Statystyki
Na podstawie Basketball-Reference.com (ang.)

### Sezon regularny
| Sezon   | Drużyna       | M   | S5  | MPG  | FG%   | 3P%   | FT%   | RPG | APG | SPG | BPG | PPG  |
| ------- | ------------- | --- | --- | ---- | ----- | ----- | ----- | --- | --- | --- | --- | ---- |
| 2005/06 | Indiana       | 78  | 17  | 22,6 | 46,2% | 32,3% | 77,7% | 4,9 | 1,2 | 0,7 | 0,8 | 7,5  |
| 2006/07 | Indiana       | 82  | 57  | 34,0 | 45,9% | 38,2% | 80,3% | 4,6 | 1,4 | 0,8 | 0,7 | 13,9 |
| 2007/08 | Indiana       | 80  | 80  | 36,0 | 44,6% | 40,4% | 85,2% | 6,1 | 2,1 | 1,2 | 1,1 | 19,6 |
| 2008/09 | Indiana       | 67  | 66  | 36,2 | 44,7% | 40,4% | 87,8% | 5,1 | 2,7 | 1,0 | 1,4 | 25,8 |
| 2009/10 | Indiana       | 62  | 62  | 36,7 | 42,8% | 36,1% | 84,8% | 5,5 | 2,8 | 1,5 | 0,8 | 24,1 |
| 2010/11 | Indiana       | 79  | 79  | 35,0 | 42,5% | 38,6% | 84,8% | 5,4 | 2,6 | 1,1 | 0,8 | 20,5 |
| 2011/12 | Indiana       | 62  | 62  | 33,3 | 41,6% | 38,1% | 87,3% | 5,0 | 1,8 | 1,0 | 0,6 | 18,7 |
| 2012/13 | Indiana       | 5   | 0   | 14,8 | 28,6% | 20,0% | 62,5% | 1,8 | 0,6 | 0,4 | 0,2 | 5,4  |
| 2013/14 | Indiana       | 29  | 2   | 22,5 | 35,9% | 33,0% | 96,2% | 3,6 | 1,1 | 0,3 | 0,4 | 8,3  |
| 2013/14 | L.A. Clippers | 12  | 0   | 16,2 | 42,9% | 35,3% | 85,7% | 2,3 | 0,7 | 0,3 | 0,3 | 8,0  |
| 2014/15 | Miami         | 30  | 6   | 20,4 | 40,1% | 35,7% | 75,7% | 2,7 | 0,6 | 0,4 | 0,2 | 6,3  |
| Razem   |               | 586 | 431 | 31,5 | 43,4% | 38,0% | 84,8% | 4,9 | 1,9 | 1,0 | 0,8 | 16,8 |

### Play-offy
| Sezon | Drużyna       | M  | S5 | MPG  | FG%   | 3P%   | FT%    | RPG | APG | SPG | BPG | PPG  |
| ----- | ------------- | -- | -- | ---- | ----- | ----- | ------ | --- | --- | --- | --- | ---- |
| 2006  | Indiana       | 6  | 3  | 27,0 | 52,9% | 56,3% | 100,0% | 5,2 | 1,7 | 0,7 | 1,2 | 8,2  |
| 2011  | Indiana       | 5  | 5  | 36,6 | 47,8% | 34,8% | 87,5%  | 5,6 | 3,2 | 1,2 | 0,2 | 21,6 |
| 2012  | Indiana       | 11 | 11 | 38,2 | 39,7% | 35,6% | 82,1%  | 5,6 | 2,5 | 0,5 | 0,4 | 17,0 |
| 2014  | L.A. Clippers | 13 | 0  | 10,3 | 27,5% | 22,7% | 77,8%  | 1,5 | 0,2 | 0,5 | 0,1 | 2,6  |
| Razem |               | 35 | 19 | 25,7 | 41,7% | 35,8% | 84,2%  | 4,0 | 1,6 | 0,6 | 0,4 | 10,8 |